# Grube Alte Hoffnung
Die Grube Alte Hoffnung war ein Kupferbergwerk bei Langenaubach (Gemeinde Haiger) im Lahn-Dill-Kreis.

## Gangmittel
Die Gangmittel der Grube gehören zu einer Kupfererzgang-Linie, welche sich von oberhalb Langenaubach über Donsbach und Nanzenbach nach Hirzenhain hinzog. Die Gruben auf diesem Gangzug waren:
- Altehoffnung bei Langenaubach
- Stangenwage, Grube Bergmannsglück, Gnade Gottes bei Donsbach
- Rosengarten bei Sechshelden
- Nicolaus und Fortunatus bei Dillenburg
- Alte Lohrbach, Neuermuth, Gemeine Zeche bei Nanzenbach

Die Grube Alte Hoffnung baute auf zwei Erzgängen. Auf dem späthigen, in der siebten Stunde streichenden und nördlich einfallenden Gang Altenhoffnungsgang und dem quarzigen und bis 3″ mächtigen Lembachsgang, welcher in der 11. Stunde strich und gen Osten einfiel.
Auf dem ersten Gang sollen 1867 110 Lachter und auf dem letzten ca. 90 Lachter aufgefahren gewesen sein. Der Lembachsgang war auf einer Länge von 300 Lachtern bekannt und auf oberer Sohle zu 50 Lachtern aufgefahren.

## Geschichte
Die Grube lag zwischen Langenaubach und Donsbach im oberen Selmbachtal. Abgebaut wurde ab mindestens dem Jahr 1730 Kupfer. Becher beschreibt, dass der Erzgang, auf welchem diese Grube baute, aus Erznestern, die sich leicht ausheben ließen, bestand. Der Bau des tiefen Stollen soll in Zubuße geschehen sein, was bedeutet, dass die Kosten nicht gedeckt wurden. Die im oberen Selmbachtal gelegene Alte Hoffnung wurde vor 1789 mit der tiefer im Lehmbachtal gelegenen Grube Gesegnete Hoffnung (damals auch Die Lembach genannt) konsolidiert.
Von einem Diebstahl im September 1778 wird in den Dillenburgischen Intelligenz-Nachrichten berichtet.

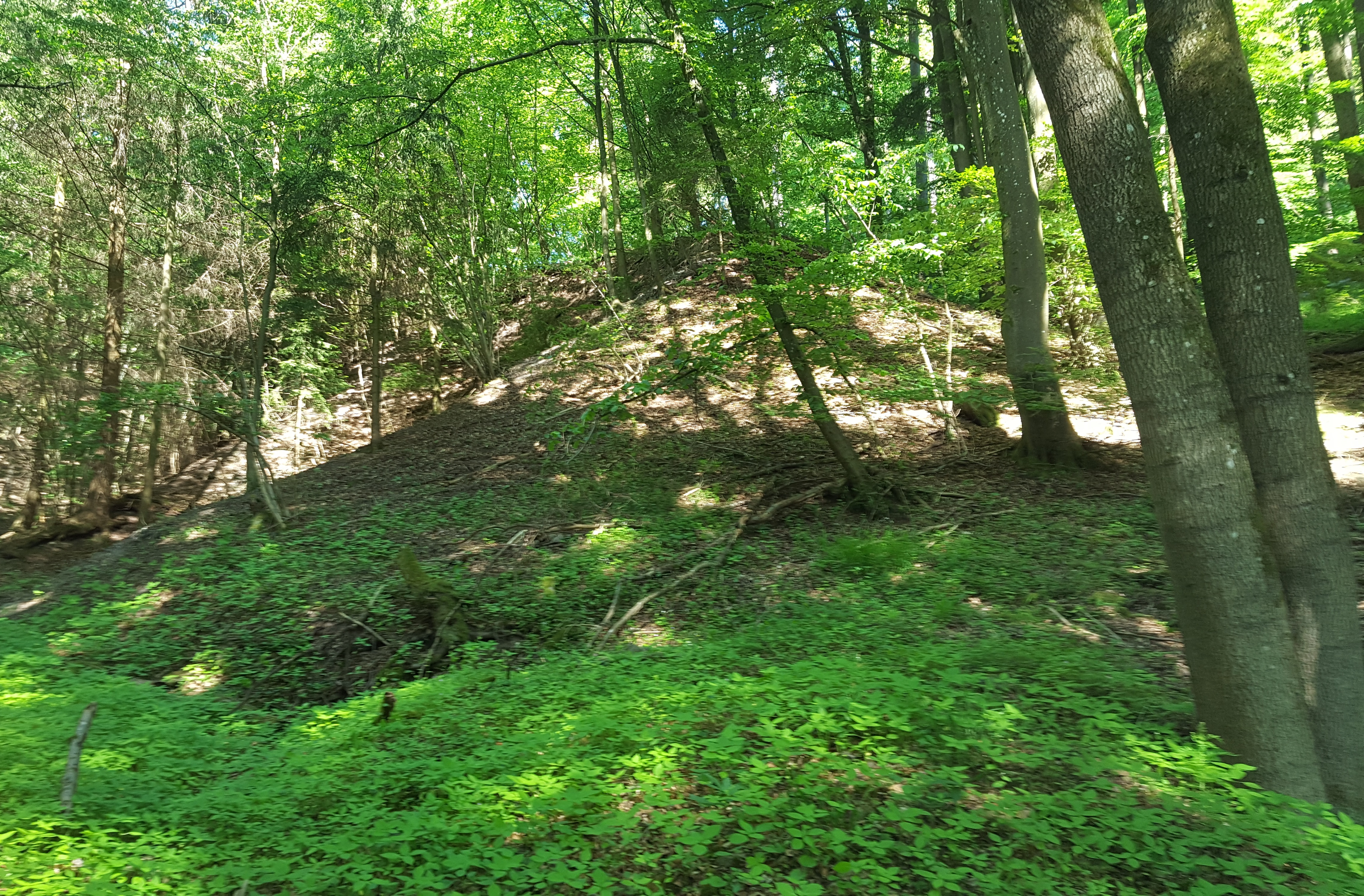
Abraumhalde der Grube Gesegnete Hoffnung im Lehmbachtal

1867 berichtet Odernheimer davon, dass zum damaligen Zeitpunkt die Grube bereits seit längerem außer Betrieb stand. Der tiefe Stollen wies eine Länge von 140 Lachtern (1 Lachter = ca. 2 m) und eine Teufe von 12 Lachter auf. 1867 war er 100 Lachtern in den Berg getrieben und sollte den Erzgang bei 120 Lachtern anschneiden. Die Teufe bei dieser Stollenlänge würde 40 Lachter betragen. Zu diesem Zeitpunkt sollte von den ehemals 5 Stollen nur noch der tiefe Lembachstollen offen gewesen sein.
Vermutlich ist bei Odernheimer mit dem tiefen Lembachstollen der tiefe Stollen der Grube Gesegnete Hoffnung zu verstehen. Anders erklärt sich nicht der Hinweis Seit längerer Zeit außer Betrieb zusammen mit dem Verweis, dass der tiefe Stollen noch weiter getrieben werden muss und offen sei. Dafür spricht zusätzlich zum Gangnamen Lembachsgang, welches den Erzgang der Grube Gesegnete Hoffnung kennzeichnet, ebenfalls, dass Odernheimer den Abbaubeginn der Grube mit 1737 angibt, was aber dem frühsten belegten Abbaubeginn der Grube Gesegnete Hoffnung entspricht. Verwirrungen der Schilderungen durch die erfolgte Konsolidation scheinen offensichtlich.
Ernst Frohwein berichtet 1885, dass der auf 350 m Länge aufgeschlossene, bis zu 1 m mächtige Altehoffnungsgang, in der in 40 m Teufe befindlichen Stollensohle, abgebaut wurde, soweit er erzführend war. Vom ebenfalls bis zu 1 m mächtigen Lembachsgang wird berichtet, dass er in der vorgenannten Stollensohle auf 350 m Länge aufgeschlossen ist und mittels eines Gesenks (Blindschacht) bis zu 70 m Teufe unter Tage auf 50 m Länge abgebaut wurde, wo sich dieser Gang mit dem Altehoffnungsgang schaart. Er schreibt weiter, dass 600 m nordwestlich ein ähnlicher Gang aufsetzt, welcher die Fortführung des Lembachgangs zu sein scheint. Dieser wurde auf 100 m überfahren und wurde bis dato bis auf einer Teufe von 20 m abgebaut.
Der Betrieb wurde im 19. Jh. ausgesetzt und im 20. Jh. wieder aufgenommen. Wie weit die Stollen im 20. Jh. getrieben wurden, ist dem Autor unbekannt. Nach dem Ersten Weltkrieg wurde die Grube dauerhaft stillgelegt. Heute ist noch die (tiefe) Stollen- bzw. Schachtabdeckung der Grube Gesegnete Hoffnung, sowie eine größere Abraumhalde, auf welcher Kupferkies zu finden ist, zu sehen.